# معتصم البسطامي
معتصم ماجد بسطامي (مواليد 6 يونيو 1999، لاعب كرة قدم قطري من أصول أردنية يجيد اللعب كحارس مرمى مع نادي قطر في دوري نجوم قطر كلاعب مقيم.
مثل سابقاً نادي الجيش في الفئات السنية .